# Circondario del Märkisch-Oderland
Il circondario del Märkisch-Oderland (in tedesco Landkreis Märkisch-Oderland) è un circondario (Landkreis) del Brandeburgo, in Germania.
Comprende 8 città e 37 comuni. Il capoluogo è Seelow, il centro maggiore Strausberg. Fra i circondari del Brandeburgo è quello con il maggior numero di comuni.

## Storia
Il Märkisch-Oderland fu creato nel 1993 dall'unione dei 3 precedenti circondari di Bad Freienwalde, Seelow e Strausberg.

## Geografia fisica
Il Märkisch-Oderland confina a nord con il circondario del Barnim, ad est con la Polonia (distretto di Słubice nel Voivodato di Lubusz), a sud con la città di Francoforte sull'Oder ed il circondario Oder-Spree, ad ovest confina con Berlino.
Il territorio è ricco di foreste e laghi, ed il suo confine orientale (con la Polonia) è rappresentato dal fiume Oder.

## Società

### Evoluzione demografica
- Sviluppo della popolazione dal 1875 entro gli attuali confini (linea blu: popolazione; linea puntata: confronto dello sviluppo della popolazione dello stato del Brandenburgo; sfondo grigio: ai tempi del governo nazista; sfondo rosso: al tempo del governo comunista)
- Sviluppo recente della popolazione (linea blu) e previsioni

## Geografia antropica
Il Märkisch-Oderland si compone di 6 città extracomunitarie (Amtsfreie Stadt), 6 comuni extracomunitari (Amtsfreie Gemeinde) e 7 comunità amministrative (Amt), che raggruppano complessivamente 2 città e 31 comuni.

### Città extracomunitarie (Amtsfreie Stadt)
- Altlandsberg
- Bad Freienwalde (Oder)
- Müncheberg
- Seelow
- Strausberg (media città di circondario)
- Wriezen

### Comuni extracomunitari (Amtsfreie Gemeinde)
- Fredersdorf-Vogelsdorf
- Hoppegarten
- Letschin
- Neuenhagen bei Berlin
- Petershagen/Eggersdorf
- Rüdersdorf bei Berlin

### Comunità amministrative (Amt)
| - Barnim-Oderbruch, con i comuni: - Bliesdorf - Neulewin - Neutrebbin - Oderaue - Prötzel - Reichenow-Möglin - Falkenberg-Höhe, con i comuni: - Beiersdorf-Freudenberg - Falkenberg - Heckelberg-Brunow - Höhenland - Golzow, con i comuni: - Alt Tucheband - Bleyen-Genschmar - Golzow - Küstriner Vorland - Zechin | - Lebus, con i comuni: - Lebus (città) - Podelzig - Reitwein - Treplin - Zeschdorf - Märkische Schweiz, con i comuni: - Buckow (Märkische Schweiz) (città) - Garzau-Garzin - Oberbarnim - Rehfelde - Waldsieversdorf - Neuhardenberg, con i comuni: - Gusow-Platkow - Märkische Höhe - Neuhardenberg - Seelow-Land, con i comuni: - Falkenhagen (Mark) - Fichtenhöhe - Lietzen - Lindendorf - Vierlinden |

## Galleria d'immagini

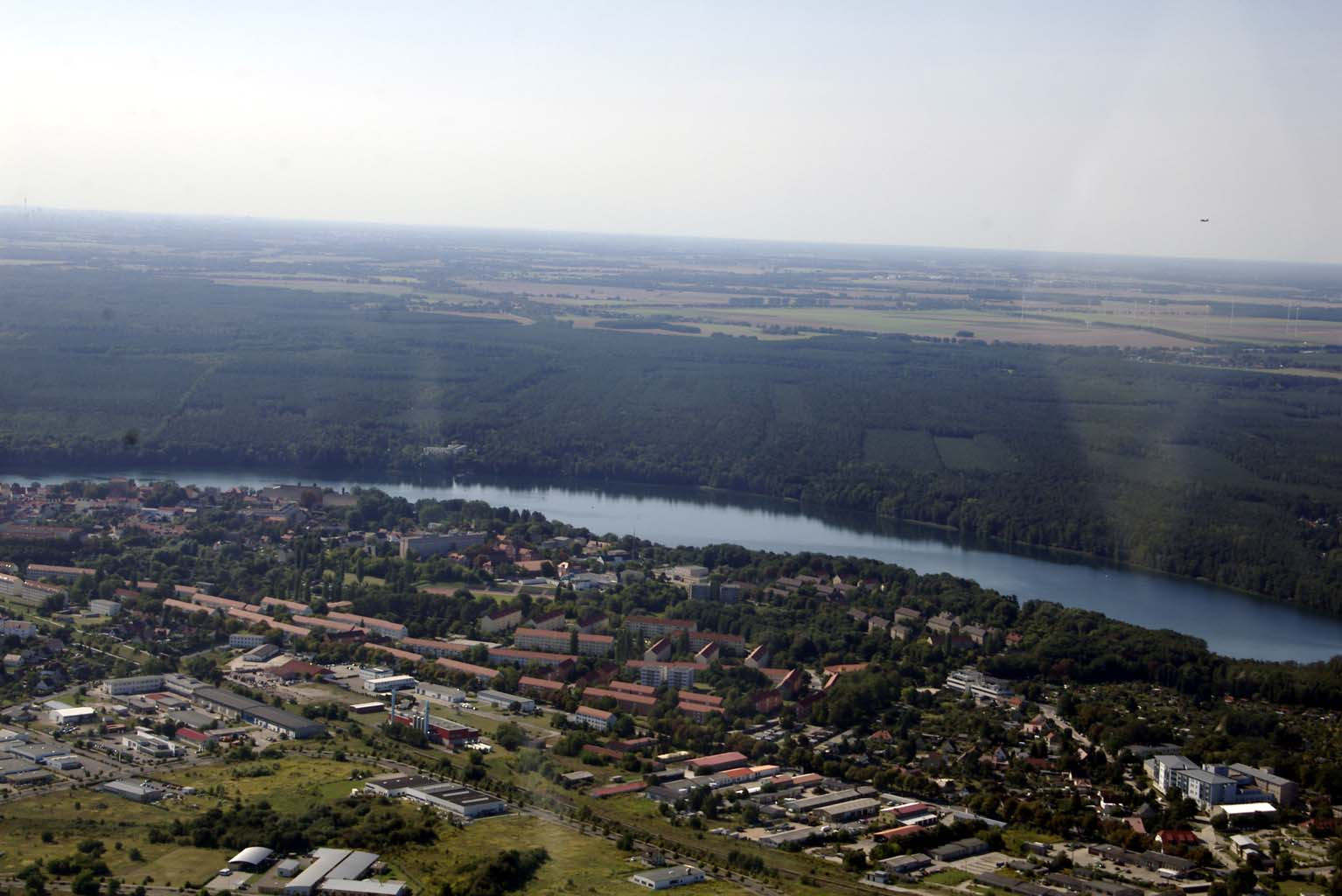
Strausberg
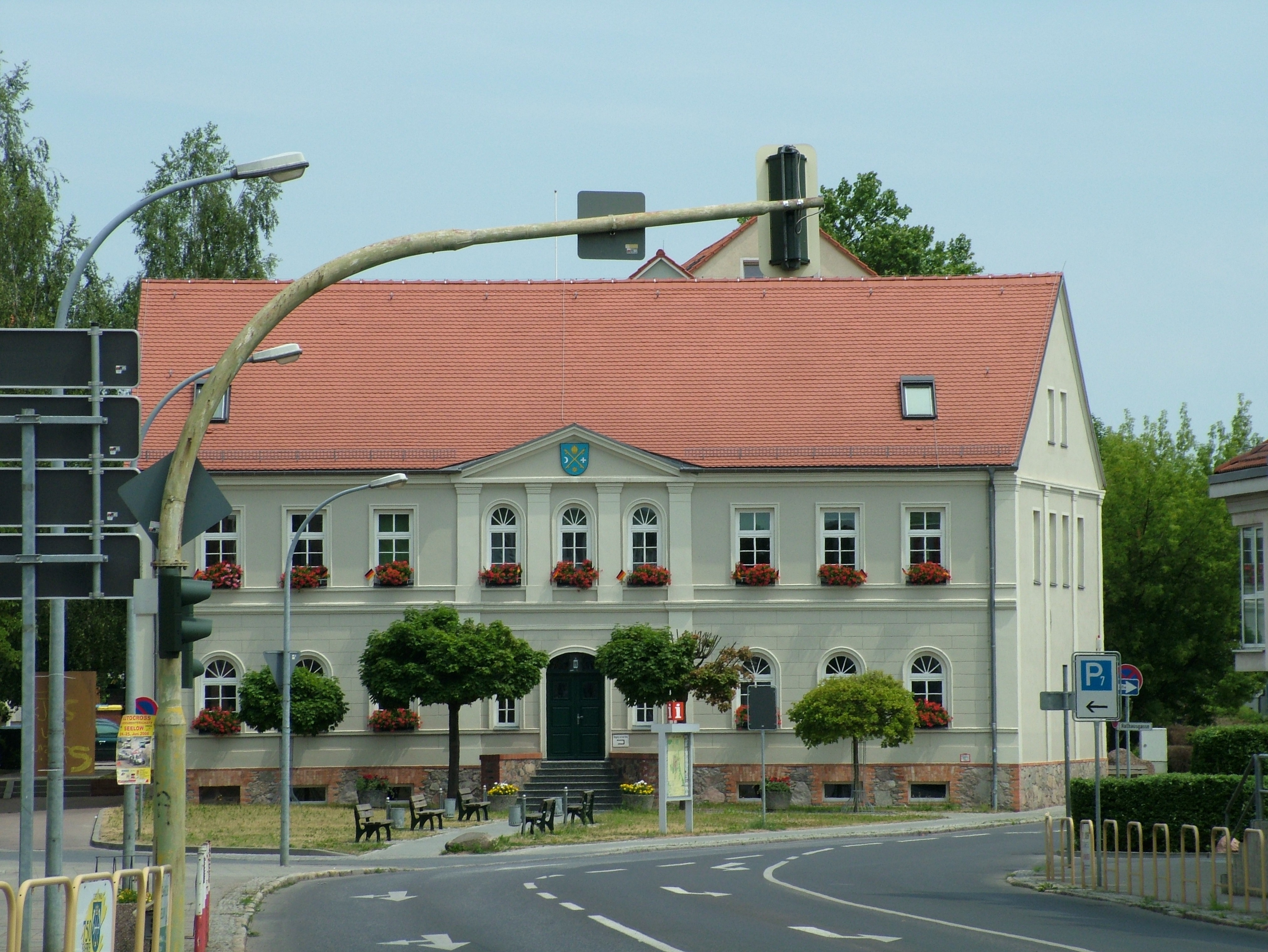
Seelow
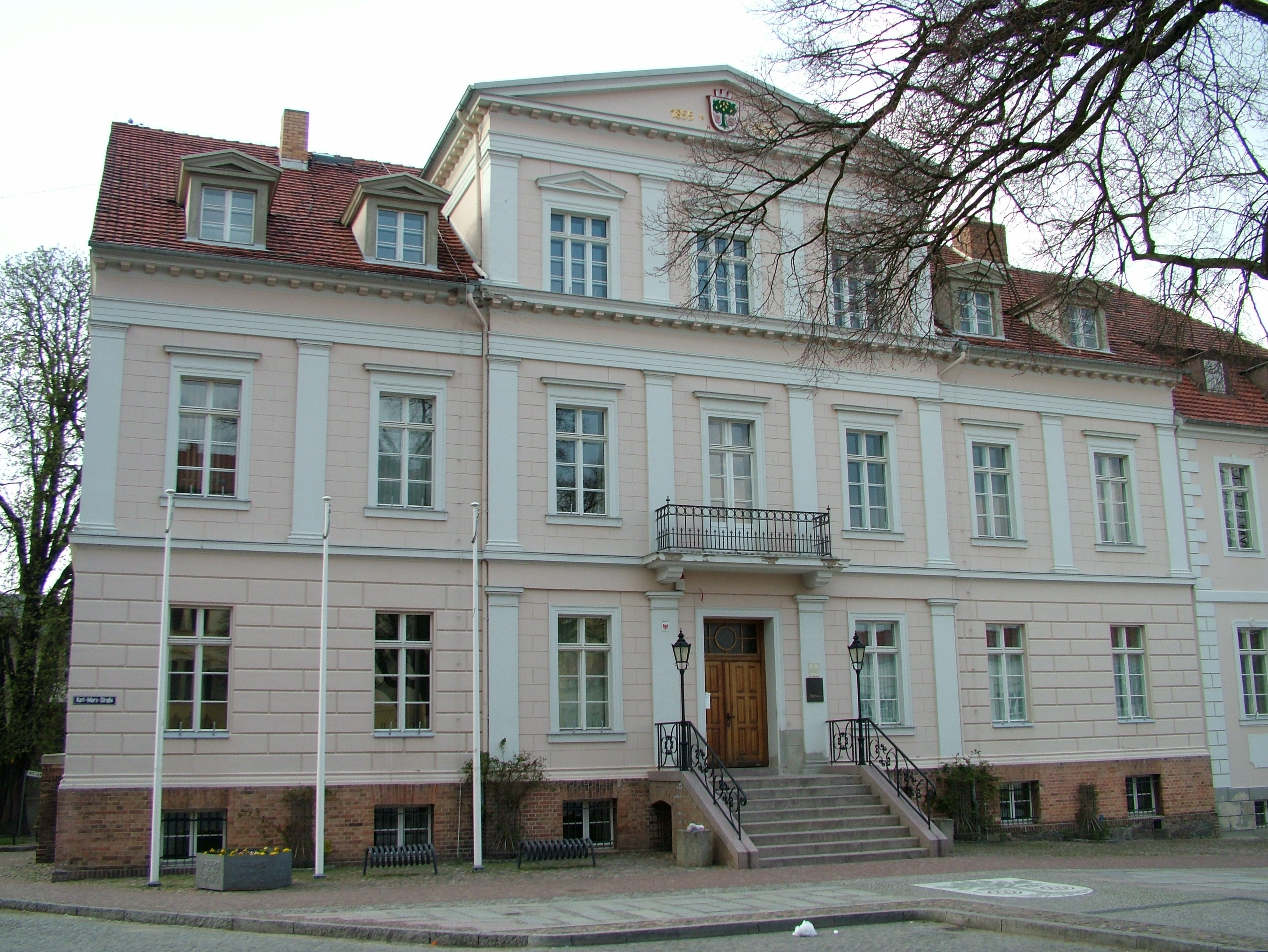
Freienwalde
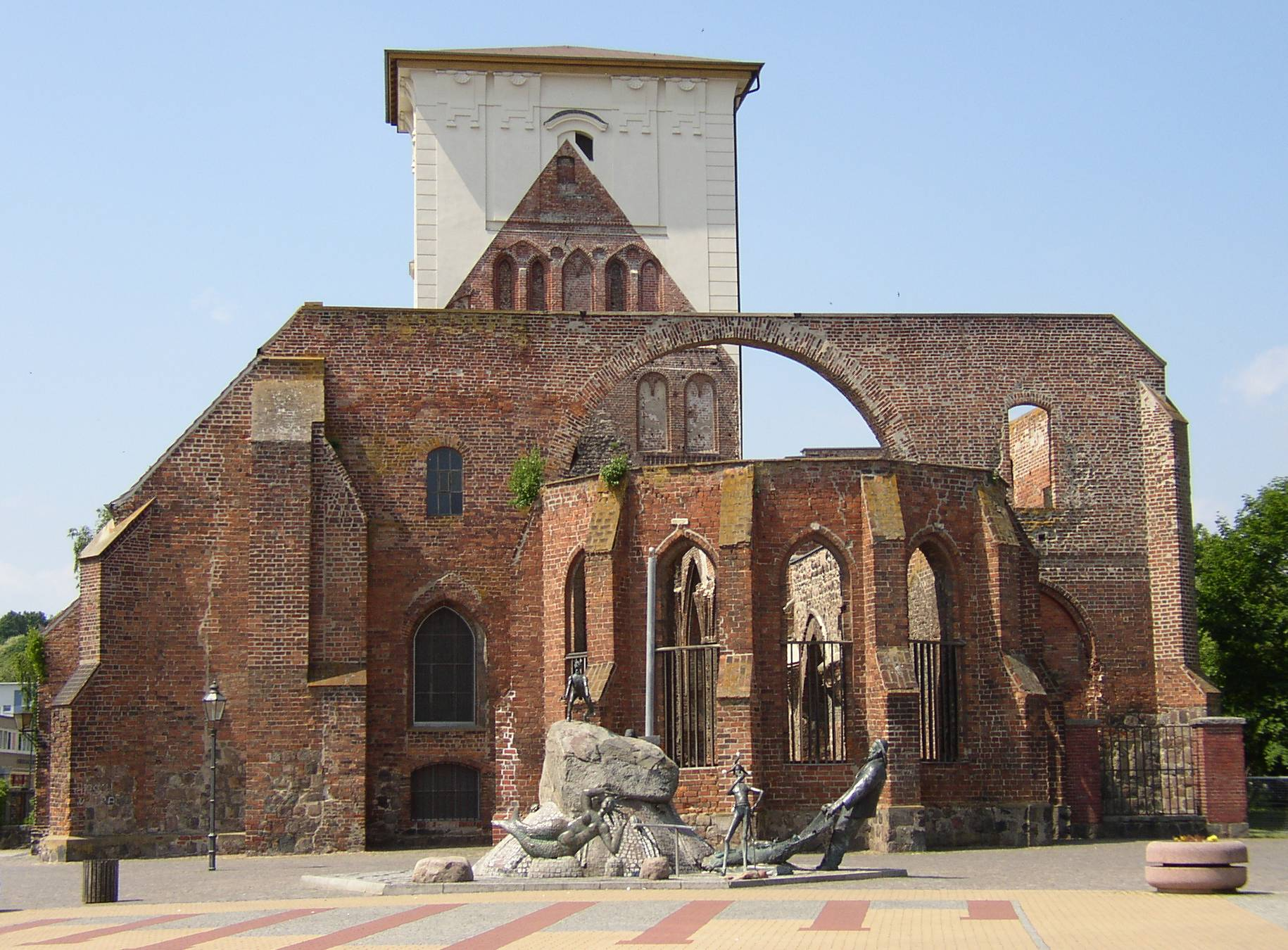
Wriezen